# William Thornton
Ne doit pas être confondu avec William E. Thornton ou Willie Thornton.
Pour les articles homonymes, voir Thornton.
William Thornton (20 mai 1759 - 28 mars 1828) est un architecte américain et aussi médecin, inventeur, peintre, né sur l'île Jost Van Dyke dans les Caraïbes et formé en Écosse, un vrai polymathe ; il fut le premier architecte du Capitole des États-Unis d'Amérique. Il a également dessiné The Octagon House. Il a étudié à l'université d'Edimburg ainsi que dans l'université d'Aberdeen en Écosse.